# Чипотле

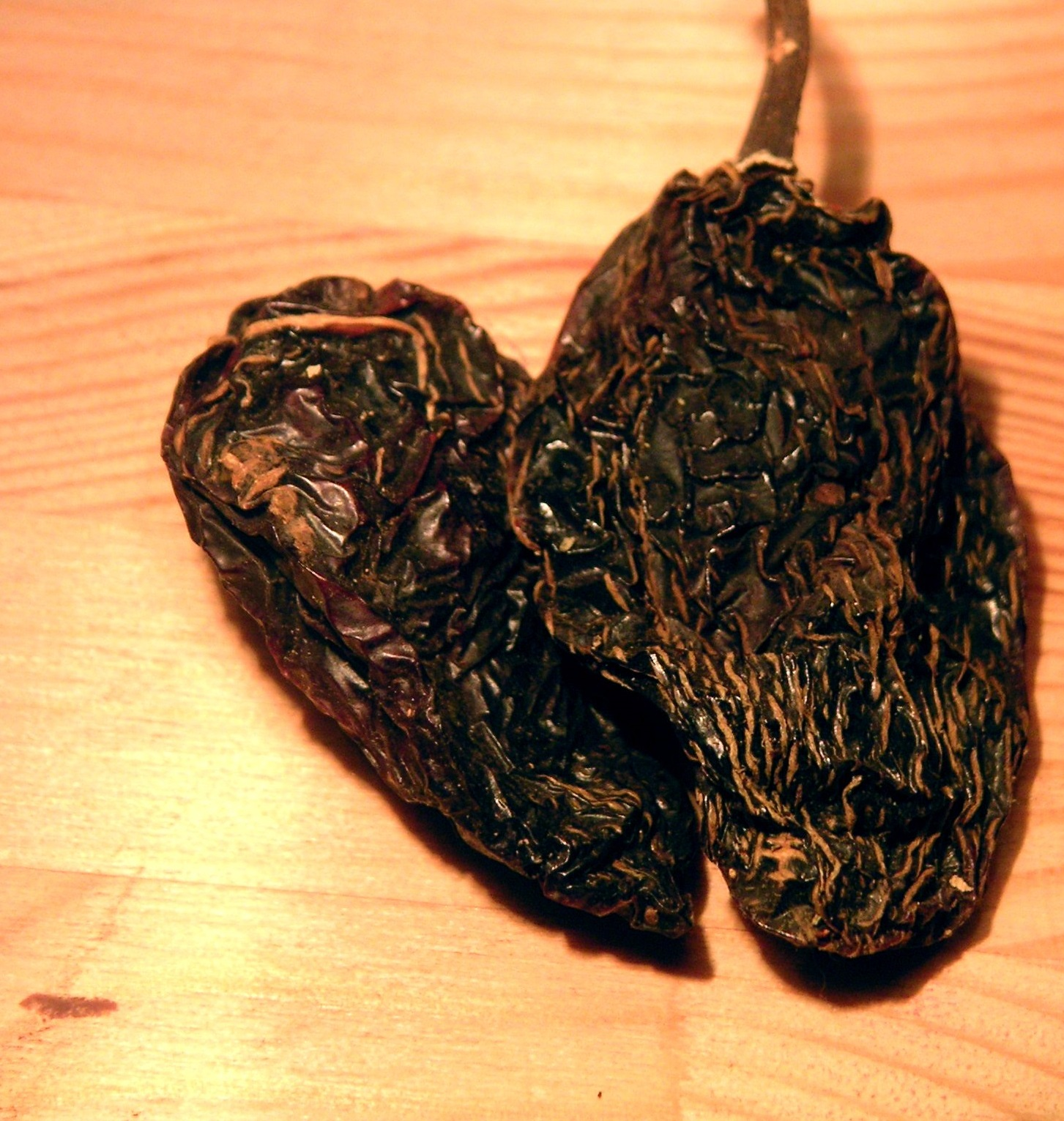
Чипотле

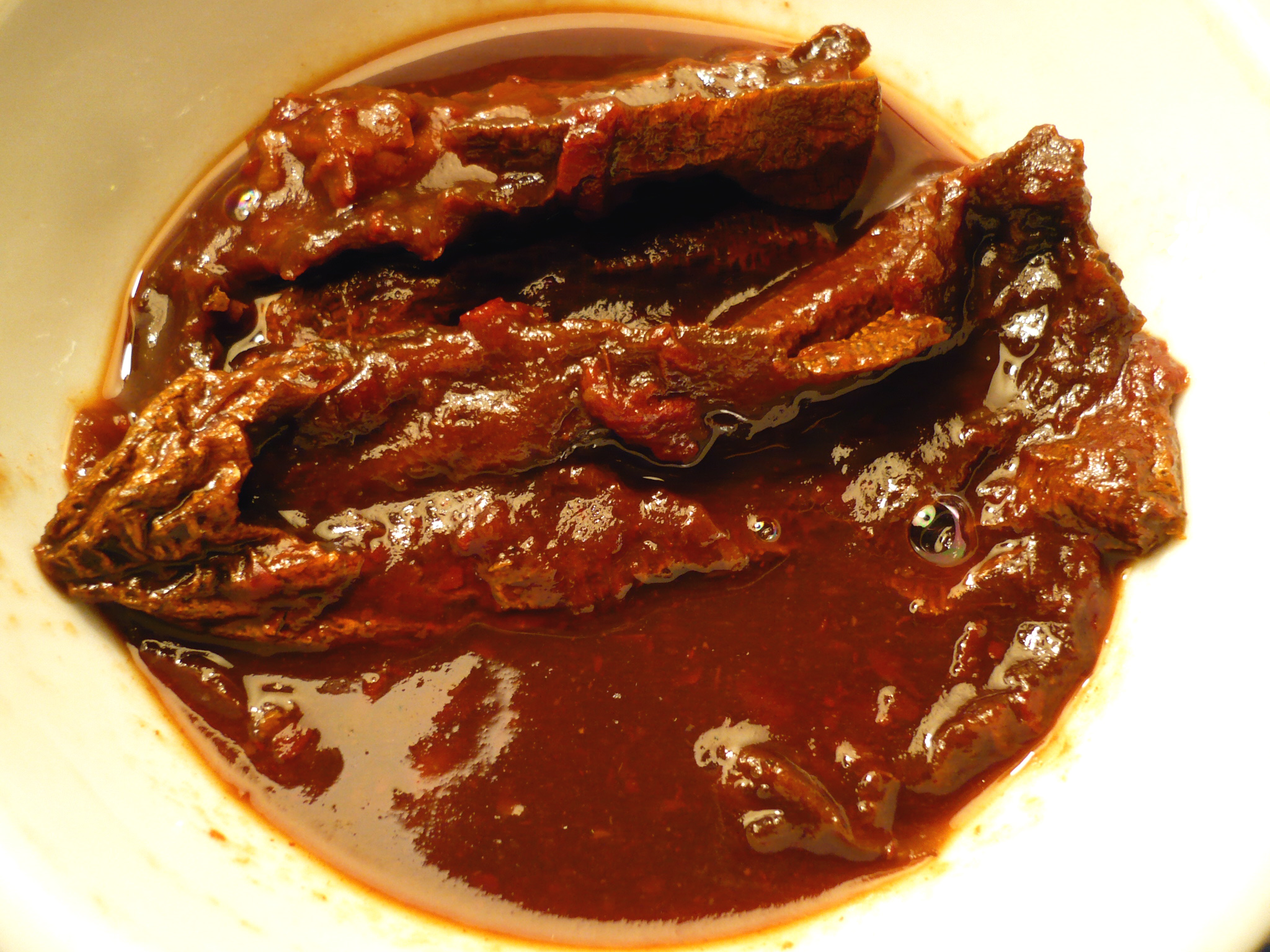
Чипотл в маринаді адобо

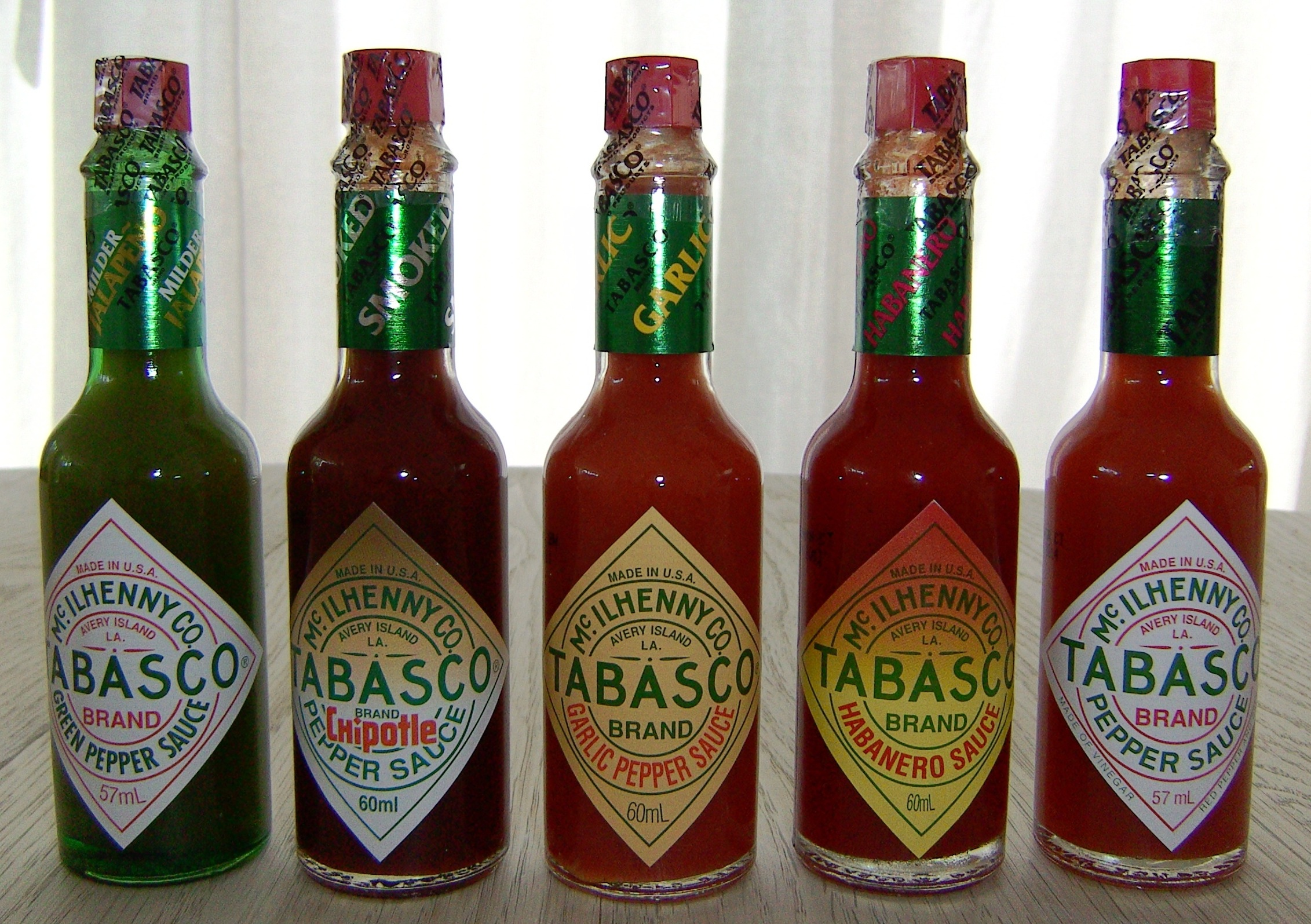
Соус Табаско чипотле (другий зліва)

Чипотле (ісп. chipotle, від науатль chīlpoctli — копчений чилі) — мексиканська приправа, що являє собою копчений червоний перець халапеньйо. Використовується переважно в мексиканській кухні. За шкалою пекучості Сковілла чипотле має від 5000 до 10000 SHU, що відповідає середньому ступеню пекучості, але є більш пекучим, ніж свіжий халапеньйо.

## Виготовлення
Для приготування чипотле відбирають дозрілі природним способом червоні перці халапеньйо. Вони піддаються копченню на деревному димі протягом декількох днів, в результаті чого вони, як правило, втрачають 9/10 своєї маси, і висихають до стану сухофруктів.

## Використання
У чипотле природна пекучість халапеньйо поєднується з димним ароматом, він часто є ключовим інгредієнтом страв мексиканської кухні. Його додають в різні соуси, такі як молі і сальсу. Також його додають в супи, використовують при тушкуванні м'яса й овочів. Чипотле заготовляють в маринаді адобо (adobo).
На основі чипотле виробляють один з видів соусу табаско.

## В масовій культурі
Чипотле неодноразово згадується у восьмій серії тринадцятого сезону мультсеріалу "Південний парк" як страва, що викликає ректальну кровотечу.